# Kempenahalli, Sidlaghatta
Kempenahalli là một làng thuộc tehsil Sidlaghatta, huyện Chikkaballapur, bang Karnataka, Ấn Độ.